# Budge Pountney
Anthony Charles Pountney (Southampton, 13 de noviembre de 1973) es un exjugador británico de rugby que se desempeñaba como ala.

## Selección nacional
Debutó en el XV del Cardo por primera vez en noviembre de 1998 y jugó con ellos hasta su última convocatoria en noviembre de 2002. En total jugó 31 partidos y marcó cinco tries (25 puntos).

### Participaciones en Copas del Mundo
Pountney disputó una sola Copa del Mundo; Gales 1999 jugó cuatro de los cinco partidos que disputó Escocia y marcó un try ante los All Blacks.
| Mundial                       | Sede  | Resultado        | PJ | Tries |
| ----------------------------- | ----- | ---------------- | -- | ----- |
| Copa Mundial de Rugby de 1999 | Gales | Cuartos de final | 4  | 1     |

## Palmarés
- Campeón del Torneo de las Cinco Naciones de 1999.
- Campeón de la Copa de Campeones de 1999/00.